# Todd Susman
Todd Susman (Saint Louis, 17 gennaio 1947) è un attore statunitense.

## Filmografia parziale

### Cinema
- Beverly Hills Cop II - Un piedipiatti a Beverly Hills II (Beverly Hills Cop II), regia di Tony Scott (1987)
- Il giurato (The Juror), regia di Brian Gibson (1996)
- Pinball: The Man Who Saved The Game, regia di Austin e Meredith Bragg (2022)

### Televisione
- La casa nella prateria (Little House on the Prairie) - serie TV, episodio 8x07 (1981)
- Boomer cane intelligente (Here's Boomer) - serie TV, episodio 2x10 (1982)
- Autostop per il cielo (Highway to Heaven) – serie TV, episodio 5x08 (1989)
- La signora in giallo (Murder, She Wrote) - serie TV, episodio 7x07 (1990)
- Blossom - Le avventure di una teenager (Blossom) - serie TV, 2 episodi (1992-1993)
- Scorch - serie TV, 6 episodi (1992)
- Likely Suspects - serie TV, episodio 1x07 (1992)
- E.R. - Medici in prima linea (ER) - serie TV, episodio 6x03 (1999)
- Orange Is the New Black - serie TV, 5 episodi (2013-2014)
- Blue Bloods - serie TV, episodio 6x07 (2015)
- Bull - serie TV, 3 episodi (2018-2021)

## Doppiatori italiani
Nelle versioni in italiano delle opere in cui ha recitato, Todd Susman è stato doppiato da:
- Luciano Roffi ne La casa nella prateria
- Mino Caprio ne La signora in giallo
- Sergio Di Stefano ne Il giurato
- Sergio Di Giulio in E.R. - Medici in prima linea
- Saverio Indrio in Angel
- Dante Biagioni in Person of Interest
- Ambrogio Colombo in Orange Is the New Black
- Gabriele Martini in Blue Bloods
- Achille D'Aniello in Bull (ep. 3x02)
- Nino Prester in Bull (ep. 3x10, 5x05)